# Sarcophage paléochrétien
 (juillet 2011).
Si vous disposez d'ouvrages ou d'articles de référence ou si vous connaissez des sites web de qualité traitant du thème abordé ici, merci de compléter l'article en donnant les références utiles à sa vérifiabilité et en les liant à la section « Notes et références ».
Un sarcophage paléochrétien est une sépulture sculptée dans la pierre, datant du christianisme ancien (art paléochrétien), entre les IIe et Ve siècles.

## L'influence des conditions sociales et matérielles sur la sculpture funéraire paléochrétienne
La production des sarcophages romains à décor sculpté se répand largement dès le début du IIe siècle, à la suite de l'abandon progressif de l'incinération en faveur de l'inhumation (qui dans le courant du IIIe siècle s'impose dans tout l'Empire), tout en restant un moyen de l'ensevelissement réservé aux familles fortunées à cause de son coût. Dans le contexte de la grande crise économique, politique, sociale et religieuse du IIIe siècle, « la petite paix de l'Église » (introduite par l'édit de tolérance sous Gallien en 260 et qui assure au christianisme la tranquillité jusqu'au tournant du siècle) permet au christianisme de gagner les classes supérieures de la société (restées l'un des derniers bastions du paganisme). Les chrétiens fortunés, souvent présents dans l'armée, dans la haute administration et jusque dans l'entourage de l'empereur, sont les commanditaires des sarcophages qui apparaissent dans la deuxième moitié du IIIe siècle et dont le traitement plastique suit les tendances contemporaines du décor sculpté.
Ces nouveaux commanditaires sont souvent des provinciaux installés à Rome, qui sont en partie à l'origine de l'évolution du style artistique. Leur goût pour « l'art plébéien » (plus expressif et individuel à cause du lien étroit avec les réalités de la vie quotidienne), qui se mêle à la tradition hellénistique, fait naître dans les ateliers de sculpture romains une nouvelle expression artistique. Les premières manifestations de sculpture d'inspiration chrétienne s'inscrivent dans ce mouvement.
André Grabar décèle dans ce mouvement les caractéristiques suivantes : « schématisation du dessin, simplification des formes tendant souvent à s'approcher d'une figure géométrique simple ; concentration sur un petit nombre de traits expressifs qu'on maintient et souligne, tandis que l'on réduit ou supprime d'autres traits, sacrifiés pour la clarté de l'ensemble; insensibilité à l'espace et à la corrélation, qui définit les dimensions des objets instables dans le même espace; insensibilité à la forme plastique, au poids. »
Dès la deuxième moitié du IIIe siècle, la production des sarcophages est surtout concentrée à Rome, où elle restera importante jusqu'au début du Ve siècle. Cependant il existe aussi des ateliers régionaux, comme ceux de Marseille et de Carthage. Ce sont souvent les mêmes ateliers qui produisent des œuvres chrétiennes et celles qu'on peut appeler « païennes » (mais qui généralement sont simplement « profanes »). C'est pour cette raison que le décor des sarcophages chrétiens reste conforme aux pratiques de l'époque.
Le marbre utilisé pour la confection des sarcophages sculptés venait principalement de Carrare ou de Grèce (Proconnèse, île de Marmara ; Aliki de Thasos, Paros), ou encore d'Asie Mineure. Le matériau pouvait aussi bien être importé en bloc qu'après avoir été travaillé en partie, voire exécuté en œuvre finie dans les ateliers près des carrières. Ces importations de sarcophages finis ou ébauchés apportaient à Rome différentes solutions formelles, qui participèrent à la création de différents types de sarcophages.
Les trois types de sarcophages « païens » les plus courants sont utilisés aussi pour réaliser des sarcophages chrétiens : 1) à frise, 2) à colonnes; 3) à strigiles (ce dernier type, qui dérive de la cuve pour la fermentation du vin, à l'origine en forme de baignoire ornée de têtes de lion par lesquelles l'on faisait couler le vin, était décoré de scènes dionysiaques et de cannelures parallèles en forme de s). Le clipeus, portant le portrait du défunt ou une épigraphe, apparaît très rapidement sur les sarcophages chrétiens. Souvent, l'imago clipeata prend la forme d'une coquille, à l'exemple des œuvres « païennes ».
Mais ces types évolueront avec le temps. Celui à strigiles perd rapidement sa forme ovale, mais reste pour l'essentiel fidèle à la disposition originelle du décor. Le type à frise, dont les côtés peuvent être composés de personnages juxtaposés ou comporter de petites scènes à des hauteurs différentes, s'organisera en registres horizontaux avec un clipeus au centre. Dans le courant du IVe siècle, le type à colonnes se complexifie dans son ornement architectural (parfois remplacé par des éléments végétaux), jusqu’à prendre une forme qui associe la division en bandes horizontales des registres et la division verticale par éléments architecturaux, comme le sarcophage de l'ancien consul Junius Bassus daté de 359.

## L'iconographie des sarcophages chrétiens, son origine et  les principes de son utilisation

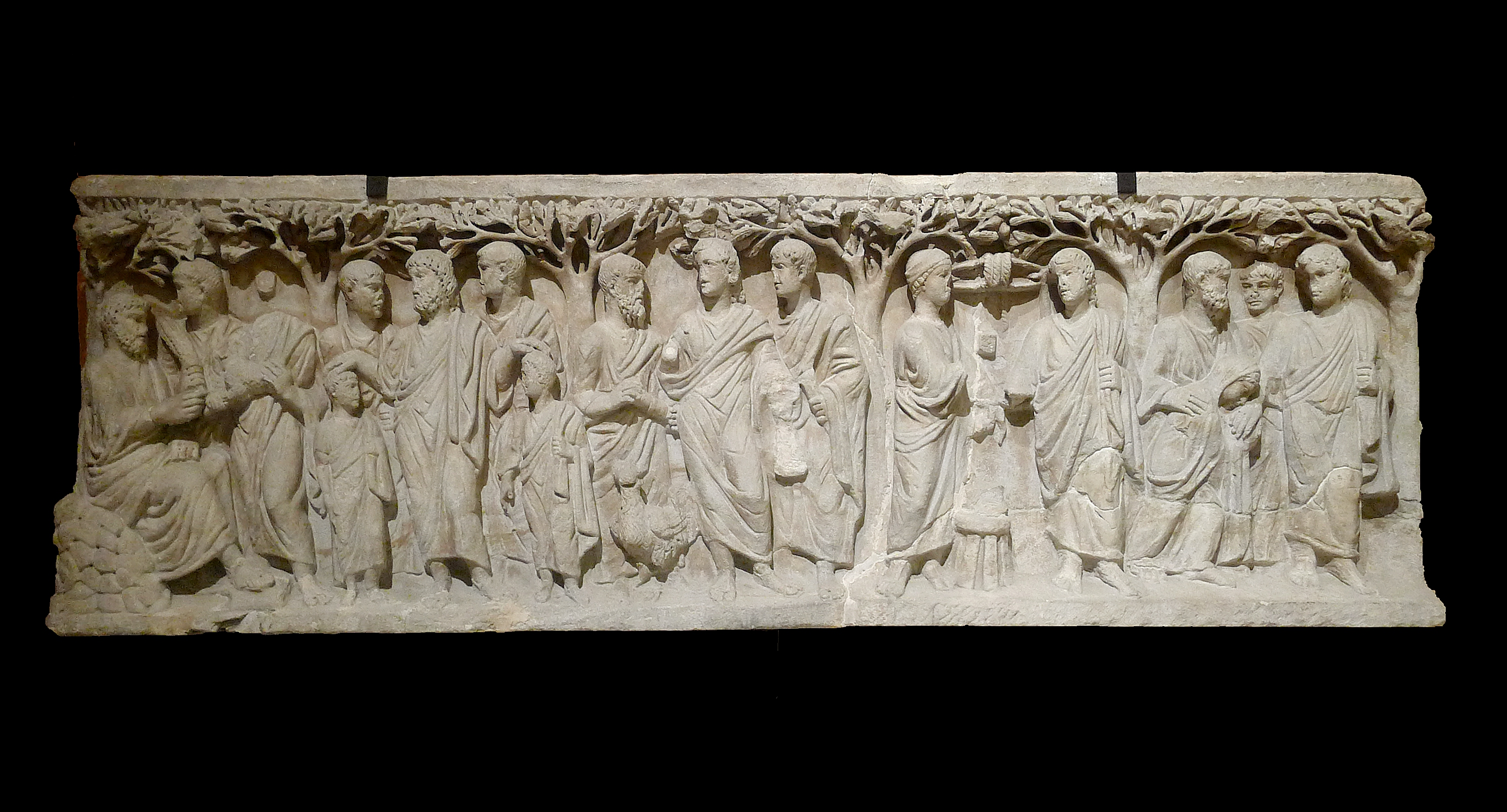
Sarcophage à arbres (première moitié du IVe siècle ap. J.-C.) - Musée du Louvre.

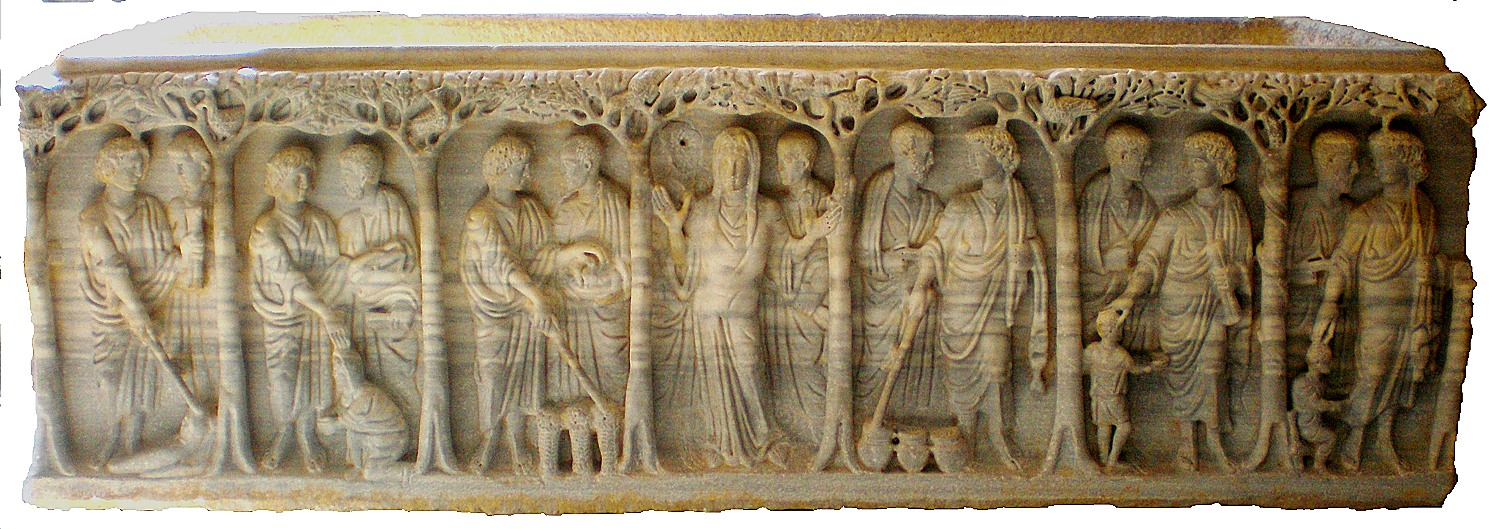
Miracles du Christ - Sarcophage aux arbres, (c.375) - Musée de l'Arles et de la Provence antiques, Arles

Les images chrétiennes qui apparaissent à cette époque ne sont pas liées à la nécessité de propager le christianisme, mais répondent plutôt à un goût pour la représentation figurée qui est profondément enraciné dans le monde méditerranéen.
Il est difficile de cerner le moment où certaines formes, dans l'art funéraire, deviennent des manifestations de la foi chrétienne, à cause de ce phénomène qu'Henri-Irénée Marrou appelle la pseudomorphose (en cristallographie, le terme désigne l'état d'un minéral qui, après un changement de composition chimique, conserve sa forme cristalline primitive au lieu de cristalliser selon sa substance nouvelle): les images des premiers sarcophages chrétiens et des sarcophages païens sont puisées dans le même répertoire. On peut distinguer deux approches.
La première est une reprise sans modification des motifs existants : pour représenter des images allégoriques d'idées abstraites, les artisans ont recours à des scènes qui servent à représenter des idées semblables dans l'art païen. C'est le cas par exemple des motifs bucoliques qui, par leur univers champêtre, peuvent évoquer la paix éternelle (l'âge d'or = paradis). Le pasteur ou le criophore symbolisant la philanthropie dans l'art païen, ou encore l'Orphée en berger, sont investis de l'idée chrétienne du Bon Pasteur, le Christ conducteur d'hommes, qui va chercher la brebis égarée, l'allégorie de l'âme chrétienne. L'orante (ou dans certains cas son pendant masculin) qui symbolisait la piété sera la personnification de la foi chrétienne ou l'évocation d'un chrétien ordinaire. Elle est souvent représentée sous les traits de la défunte pour montrer que celle-ci avait été une bonne chrétienne (le geste de prière debout paumes de main tournées vers le ciel est repris par les chrétiens). Il n'est pas possible d'identifier ces représentations comme étant chrétiennes tant qu'elles figurent seules sur les sarcophages, mais elles acquièrent une connotation chrétienne quand elles se trouvent associées à des scènes bibliques.
La deuxième approche consiste à reprendre des modèles formels existants dans l'art païen ou profane pour présenter une nouvelle narration. Le meilleur exemple est l'histoire de Jonas, un des thèmes bibliques les plus anciens et les plus fréquents, souvent représenté en plusieurs scènes sur les sarcophages. Dans la première scène du cycle, qui est généralement réduite à la représentation du bateau, ce dernier est une transposition du motif funéraire de la barque avec des Amours ailés (ou des enfants) remplacés par des marins. Le poisson des scènes suivantes est représenté en monstre-dragon qui faisait partie du cortège de Neptune dans le décor des sarcophages païens (d'où la présence de Neptune à côté de la barque sur le sarcophage de Santa Maria Antica). Jonas lui-même en repos dans la quatrième scène est représenté d'après le modèle de Dionysos sous la treille ou à l'image du berger Endymion endormi. Dans les cas où seule cette dernière scène est représentée, c'est la coloquinte qui permet d'identifier le personnage comme étant Jonas.
Les premières illustrations des scènes bibliques apparaissent dans la deuxième moitié du IIIe siècle. Le choix des scènes vient probablement des prières pour les mourants (et des liturgies funéraires) qui se référaient aux exemples de salut accordé par Dieu dans l'Ancien et le Nouveau Testament. En s'appuyant sur ces exemples, les fidèles souhaitent que leurs demandes d'intervention divine, exprimées dans les prières, soient en quelque sorte prolongées sur les parois de leurs tombes. Cela explique pourquoi les sarcophages richement décorés étaient souvent enterrés, les scènes représentées étaient adressées à Dieu et non à la contemplation des fidèles.

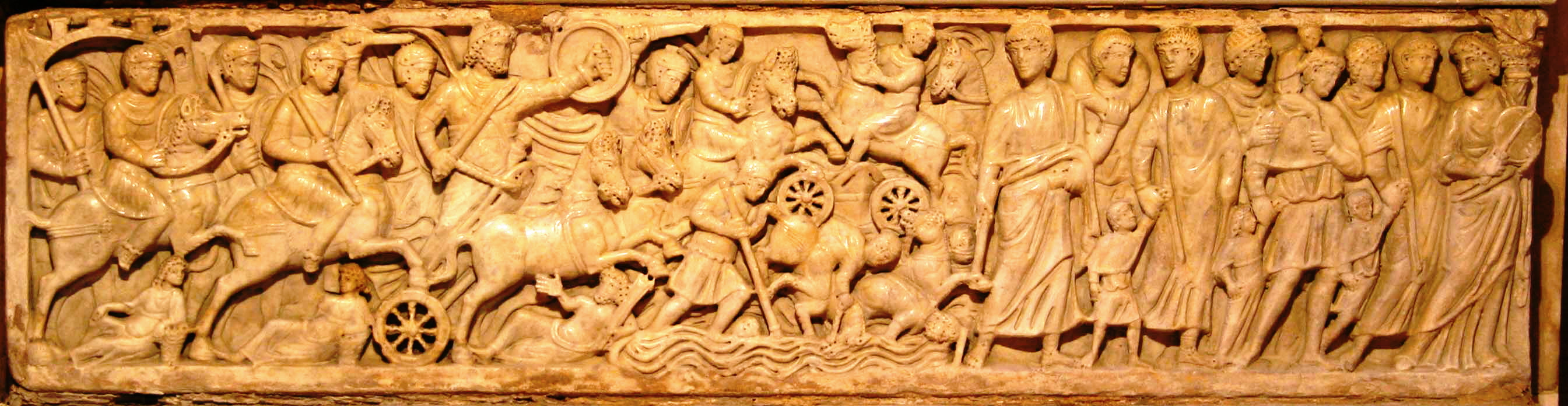
Motif de l'Ancien Testament - Sarcophage de la Mer rouge, milieu du IVe siècle - Exemplaire de Saint-Trophime, Arles

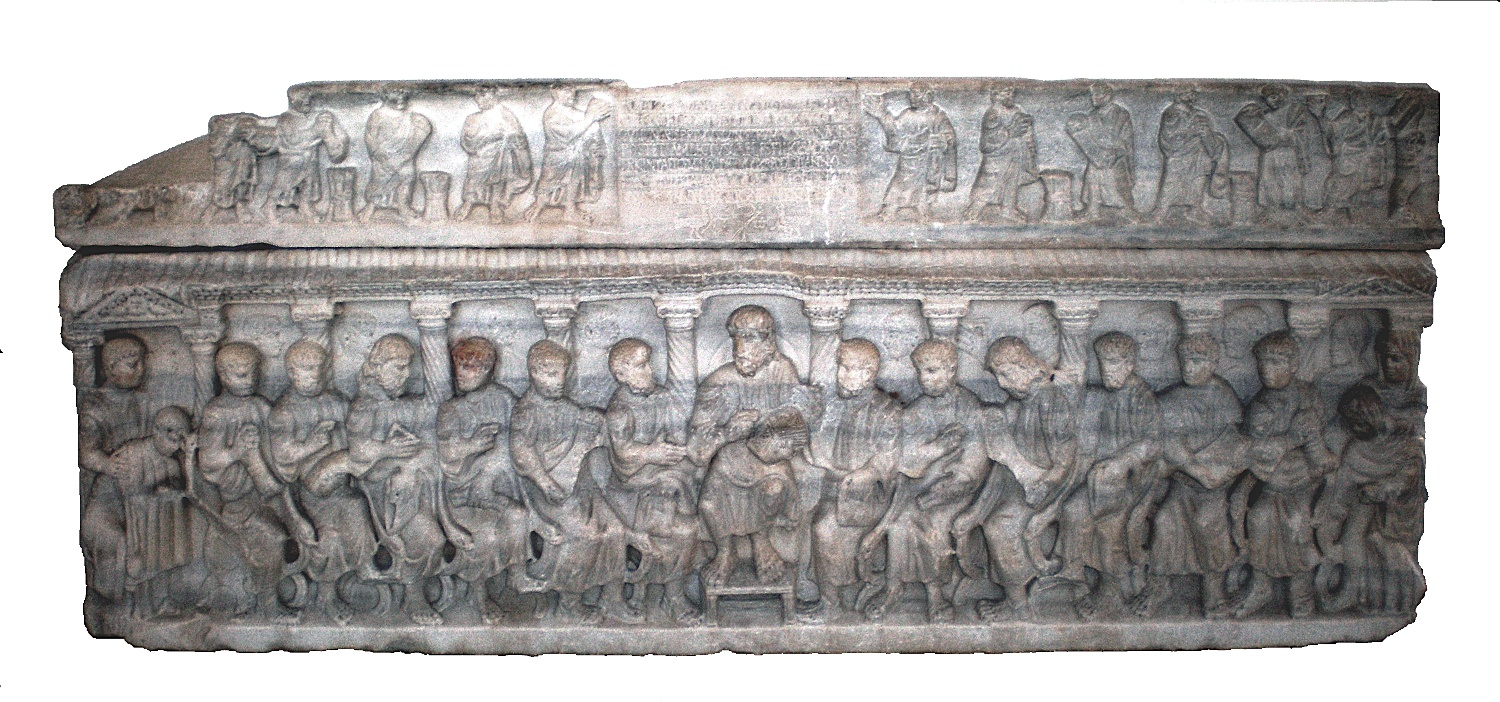
Christ avec les Apôtres - Sarcophage de Concordius, (c.385) - Musée de l'Arles et de la Provence antiques, Arles

Les thèmes vétérotestamentaires qui prédominent au début sont mêlés aux univers pastoraux. Au IVe siècle, ils cèdent peu à peu la place dominante aux sujets néotestamentaires. Parmi les scènes de l'Ancien Testament qui reviennent le plus souvent figurent celle de Jonas (déjà mentionnée), les trois Hébreux dans la fournaise (Dn 3), Daniel entre les lions (Dn 6), Noé (Gen 6, Gen 7, Gen 8), Moïse et la source miraculeuse (Ex 17), le sacrifice d'Isaac (Gen 22), et moins systématiquement l'histoire de Suzanne (Dn 13), Adam et Ève créés par Dieu (Gen 2) ou dans la scène du péché originel (Gen 3), la remise de la Loi à Moïse sur le mont Sinaï (Ex 24). L'iconographie de plusieurs de ces scènes n'est pas figée et peut varier, des personnages sont rajoutés, comme l'ange et le serviteur dans la représentation des Hébreux.
Les scènes les plus fréquentes du Nouveau Testament, qui se multiplient dès le début du IVe siècle sont les miracles du Christ: la multiplication des pains (Jn 6), le miracle de Cana (Jn 2), la guérison de l'aveugle (Jn 9), de l'hémorroïsse (Mc 5, Mt 9) et de l'infirme (Jn 5), la résurrection de Lazare (Jn 11). Les scènes de l'Adoration des Mages (Mt 2), la Nativité (Lc 2) et le Baptême du Christ (Jn 1), qui rappellent  l'importance de l'Incarnation pour la Rédemption, sont porteuses d'un message du salut aussi bien individuel que collectif. Des éléments apocryphes s'insèrent dans le récit, tels le bœuf et l'âne dans la Crèche. Pierre, distingué dans l'assemblée des disciples, trouve rapidement sa place dans le décor, probablement à cause de son importance pour Rome : les scènes les plus courantes étant celles de son arrestation (avec deux soldats en « bonnet pannonien », en usage dans l'armée romaine au IVe siècle) et l'annonce du reniement (Lc 22. 31-34)
Mais dans le courant du IVe siècle, le répertoire s'élargit : les scènes des vies de Pierre et de Paul, le Christ parmi les apôtres, différents moments du cycle de la Passion, l'entrée dans Jérusalem (Mt 21 ; Lc 19 ; Jn 12), le lavement des pieds (Jn 13), Jésus devant Pilate et le lavement des mains (Mt 27. 24). Dans la scène de Crucifixion le Christ est représenté couronné de lauriers, avec au pied de la croix deux soldats-gardiens.
| À gauche, la face droite montrant l’ascension du prophète Elie ; au milieu, la face frontale avec Jésus donnant la Loi à Pierre ; à droite, la face latérale gauche avec plusieurs personnages dont un représente probablement le défunt. |  | À gauche, la face droite montrant l’ascension du prophète Elie ; au milieu, la face frontale avec Jésus donnant la Loi à Pierre ; à droite, la face latérale gauche avec plusieurs personnages dont un représente probablement le défunt. |  | À gauche, la face droite montrant l’ascension du prophète Elie ; au milieu, la face frontale avec Jésus donnant la Loi à Pierre ; à droite, la face latérale gauche avec plusieurs personnages dont un représente probablement le défunt. |
| À gauche, la face droite montrant l’ascension du prophète Elie ; au milieu, la face frontale avec Jésus donnant la Loi à Pierre ; à droite, la face latérale gauche avec plusieurs personnages dont un représente probablement le défunt. |  | |  | |

Ces différentes scènes et personnages sont répartis sur les parois sans chronologie ou lien direct, c'est l'ordre de l'ensemble qui semble diriger le plus cet agencement. La scène de Daniel entre les lions, à la composition symétrique, se place souvent dans le centre (par exemple sous le médaillon), le sacrifice d'Isaac et la remise de la Loi, dessinant des diagonales, s'insèrent à côté du médaillon. La source miraculeuse et la résurrection de Lazare se trouvent dans les extrémités des cuves, en raison de la verticalité de leur composition. La scène des trois Hébreux dans la fournaise est régulièrement placée sur le bandeau du couvercle à cause de son horizontalité.
L'art chrétien présente à ses débuts davantage d'unité, aussi bien dans l'art des sarcophages que dans celui des catacombes, l'iconographie étant la même dans les grandes lignes. Il n'y a pas non plus de différence importante entre les sarcophages romains et provinciaux des IIIe siècle et IVe siècles. Mais la manière simple et expressive des premiers sarcophages, exécutés dans le style plébéien, s'effacera au IVe siècle devant le courant qu'on a appelé le « classicisme constantinien ». Le bas-relief, se rapprochant de la ronde-bosse, retrouve alors son élégance, et le traitement poli accentue la sérénité des personnages qui vient remplacer le naturel des expressions du IIIe siècle.